# Gascoyne
Gascoyne är en region i nordvästra Western Australia. Regionen har omkring 600 km kust mot Indiska Oceanen och sträcker sig omkring 500 km inåt land. Det är den glesast befolkade av alla regioner i Western Australia. Befolkningen på omkring 10 000 är i huvudsak koncentrerad till städerna Carnarvon, Exmouth, Denham, Gascoyne Junction och Coral Bay.
Regionens ekonomi bygger främst på turism, jordbruk och gruvdrift. 84 % av regionens mark används som betesmark. I gruvorna utvinns främst salt och gips.
Regionen omfattar fyra lokala förvaltningsområden:
- Carnarvon Shire
- Exmouth Shire
- Shark Bay Shire
- Upper Gascoyne Shire